# Santa Maria (Rio Grande do Sul)
Pour les articles homonymes, voir Santa Maria.
Santa Maria est une municipalité  du Centre-Ouest de l'État du Rio Grande do Sul faisant partie de la microrégion de Santa Maria et située à 286 km à l'ouest de Porto Alegre, capitale de l'État. Elle se situe à une latitude de 29° 41′ 03″ sud et à une longitude de 53° 48′ 25″ ouest, à une altitude de 150 mètres. Sa population était estimée à 285 159 habitants en 2021, pour une superficie de 1 780 km2. On y accède par les BR-287, BR-392, BR-158, RS-509 et RS-516.

## Géographie
| \| Sede São Valentim Pains Arroio Grande Arroio do Só Passo do Verde Boca do Monte Palma Santa Flora Santo Antão \|Carte de la municipalité de Santa Maria, Rio Grande do Sul, au Brésil montrant la répartition par districts. |
| Sede São Valentim Pains Arroio Grande Arroio do Só Passo do Verde Boca do Monte Palma Santa Flora Santo Antão |

### Villes voisines
- São Pedro do Sul
- São Martinho da Serra
- Itaara
- Júlio de Castilhos
- Silveira Martins
- Restinga Seca
- Formigueiro
- São Sepé
- São Gabriel
- Dilermando de Aguiar

## Histoire
Les plus anciens habitants de Santa Maria connus sont les Amérindiens Minuanos, qui habitaient une région de la municipalité connue comme Coxilha do Pau Fincado, et les Tapes, plus nombreux, qui vivaient dans les collines.
En 1777 le Portugal et l'Espagne signèrent le Traité de Santo Idelfonso qui prévoyait la restitution des terres occupées illégalement par les deux parties. La Garde de Santa Maria était sur la frontière entre les terres des deux empires.
Entre mars et avril 1787, une commission mixte espagnole et portugaise passa par la région où se situe aujourd'hui Santa Maria. L'actuel territoire de Santa Maria fut divisé en parcelles. La partie où se trouve de nos jours la ville fut donnée à un certain Francisco de Amorim qui, peu après, la vendit au Père Ambrósio José de Freitas.
Un campement de 400 personnes fut installé où se trouvent actuellement la Place Saldanha Marinho et la Rue do Acampamento. Celui-ci reste connu sous le nom de campement de Santa Maria, plus tard s'ajoutant Boca do Monte au nom. Oú se trouvaient les cabanes des démarqueurs des limites, fut créée la Rue São Paulo (de nos jours, Rue do Acampamento) et, ensuite, la Rue Pacífica (ensuite appelée Rue do Comércio et, actuellement Rue Dr Bozano) qui menaient au Passo da Areia.
En 1828 arriva le 28e Bataillon étranger composé de soldats allemands salariés pour lutter dans la Guerre de la Cisplatine. Ce fait intensifia le peuplement de la région : après la dissolution des troupes, beaucoup de militaires choisirent de rester à Santa Maria, attirant des colons de São Leopoldo et sa périphérie, commençant un cycle de colonisation d'origine germanique.
Elle devint paroisse en 1837 sous le nom de Santa Maria da Boca do Monte. Santa Maria fut élevée à la condition de bourg en 1857, se séparant de Cachoeira do Sul. La municipalité fut créée le 16 décembre 1857 et installée le 17 mai 1858.
La population de Santa Maria participa à de nombreux conflits, parmi lesquels la Guerre contre Oribe et Rosas (1851-1852), celle du Paraguay (1864-1870) et la Révolution Farroupilha (1835-1845), quand se déroula sur son territoire la Bataille de la Porteirinha.

## Économie
L'économie de Santa maria est tournée essentiellement vers la prestation de services. Le secteur tertiaire a une importance déterminante à travers le commerce, les services publics - incluant l'importante Université fédérale de Santa maria et l'armée. Plus de 80 % de la population active est impliquée dans ces activités qui génèrent le flux monétaire le plus important de la cité.
En second lieu, un secteur primaire agro-pastoral, et, en troisième position, le secteur secondaire avec des industries de petit et moyen port tournées vers la mise en valeur des produits de l'agriculture et de l'élevage produits laitiers, mais aussi des industries métallurgiques, de meubles, de fabrication de chaussures, etc.

## Mairie
| Période              | Période  | Identité       | Étiquette | Qualité |
| -------------------- | -------- | -------------- | --------- | ------- |
| 2017 (réélu en 2021) | En cours | Jorge Pozzobom | PSDB      |         |

## Galerie

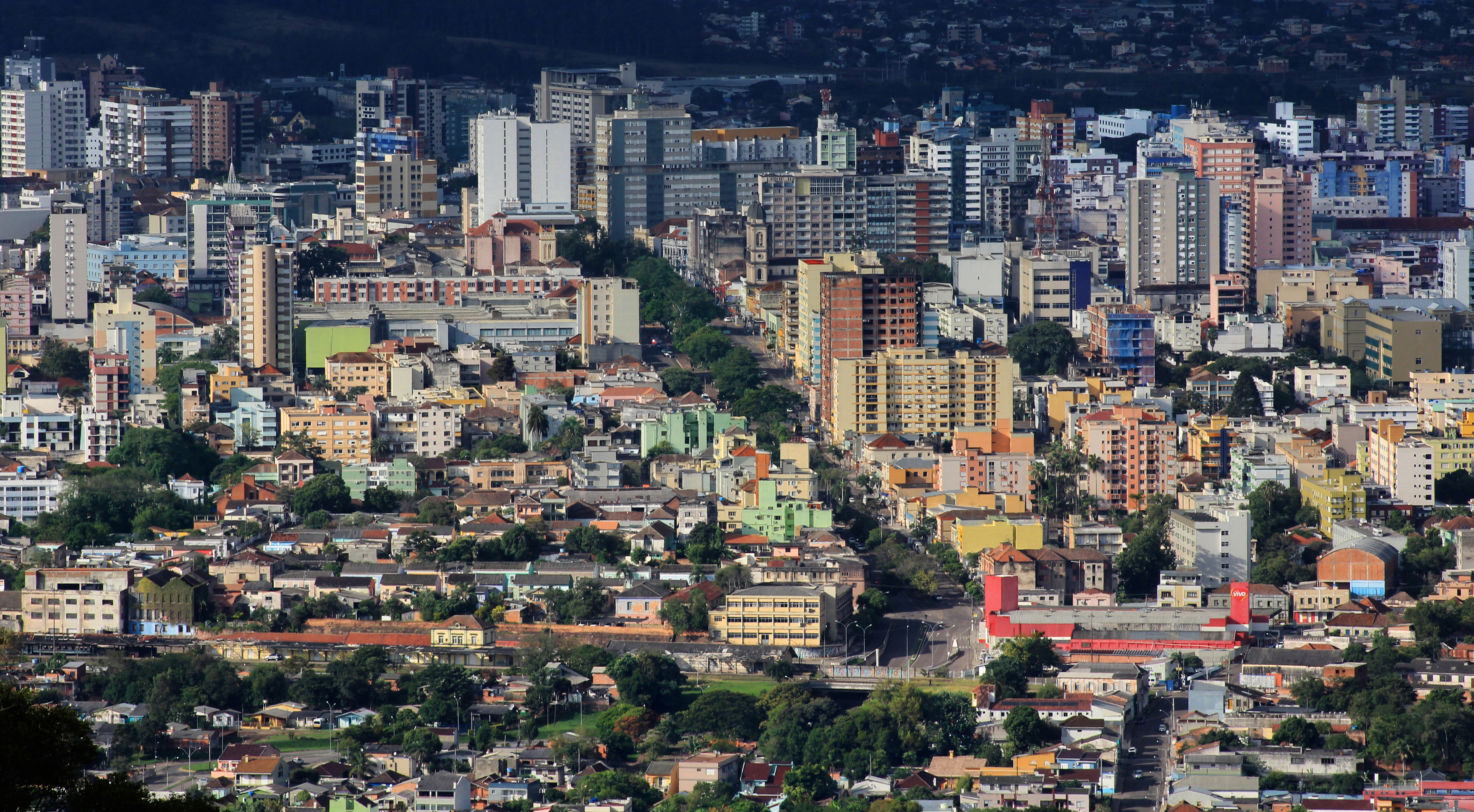
Vue partielle de Santa Maria.
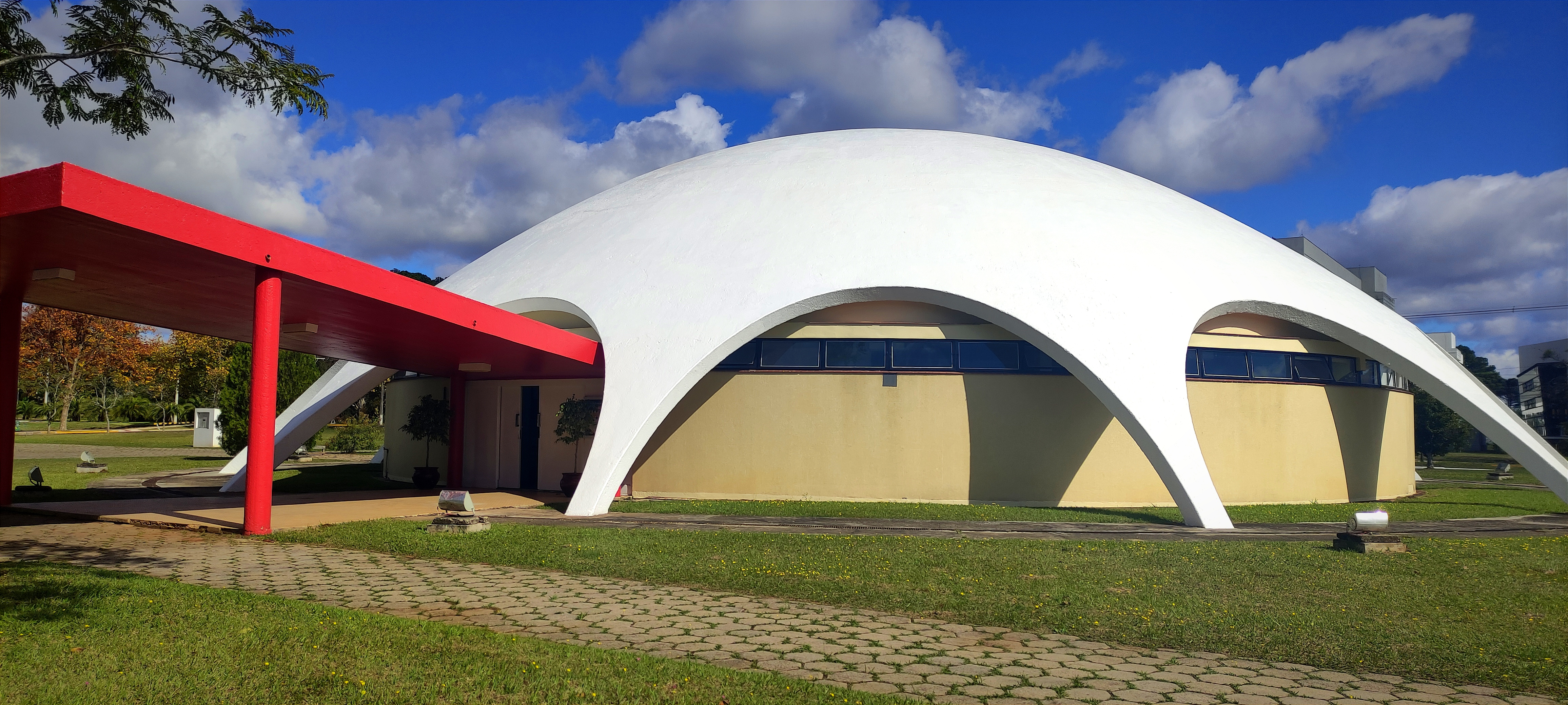
Le planétarium de l'université fédérale de Santa Maria (UFSM).
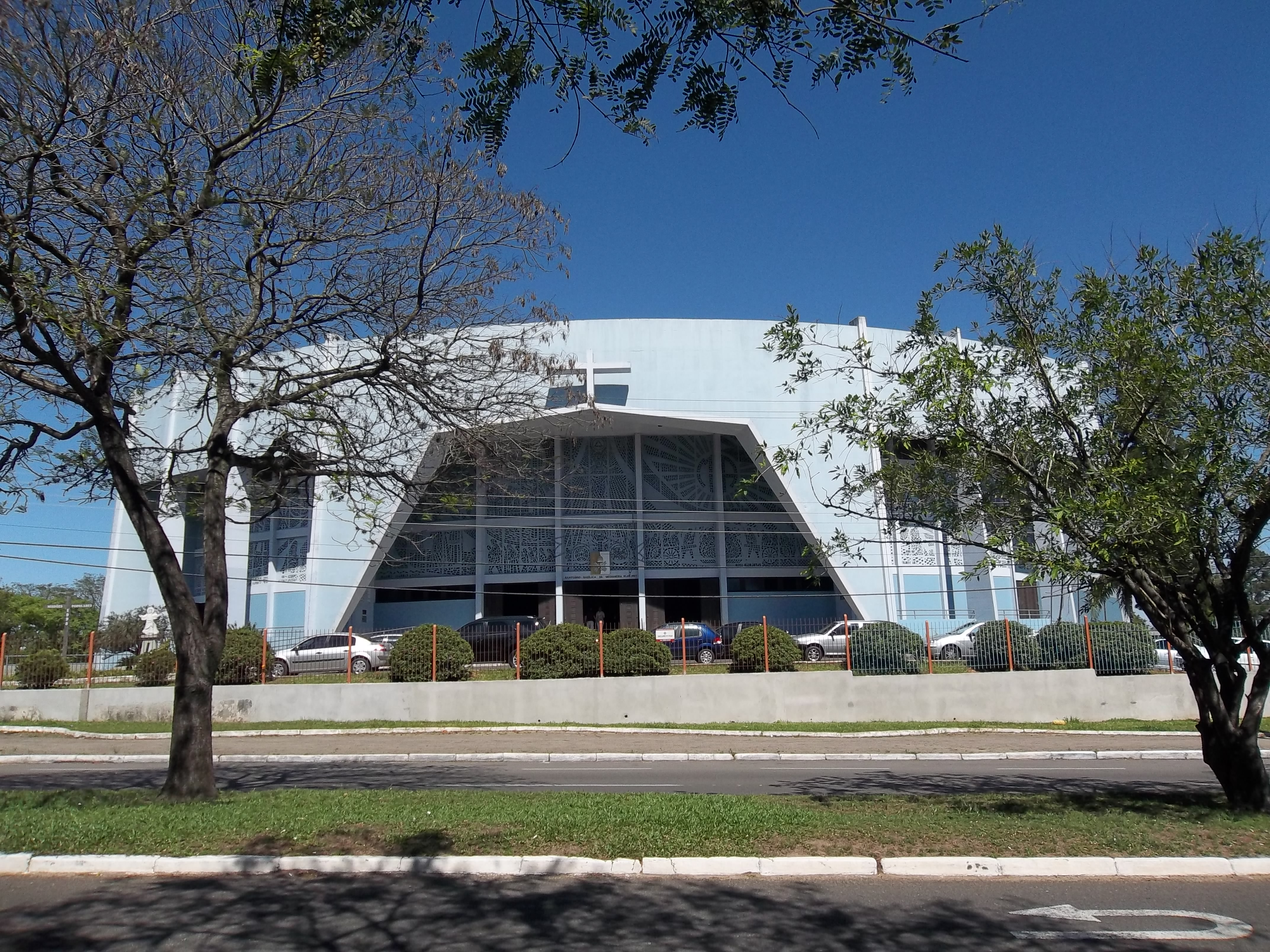
La basilique Notre-Dame-Médiatrice-de-Toutes-Grâces, sanctuaire et lieu de pèlerinage.

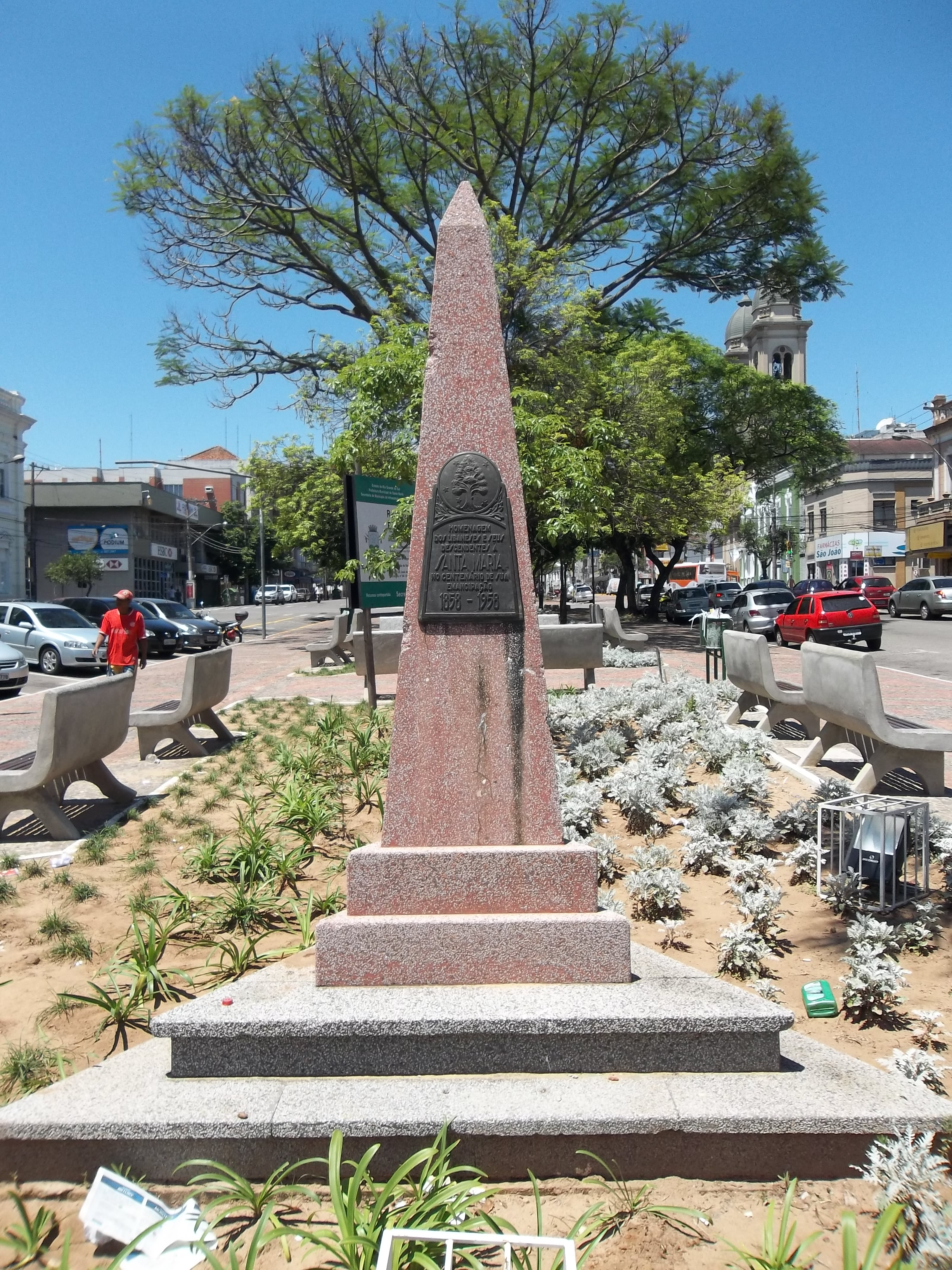
Obélisque du centenaire de Santa Maria, avenue Rio Branco.
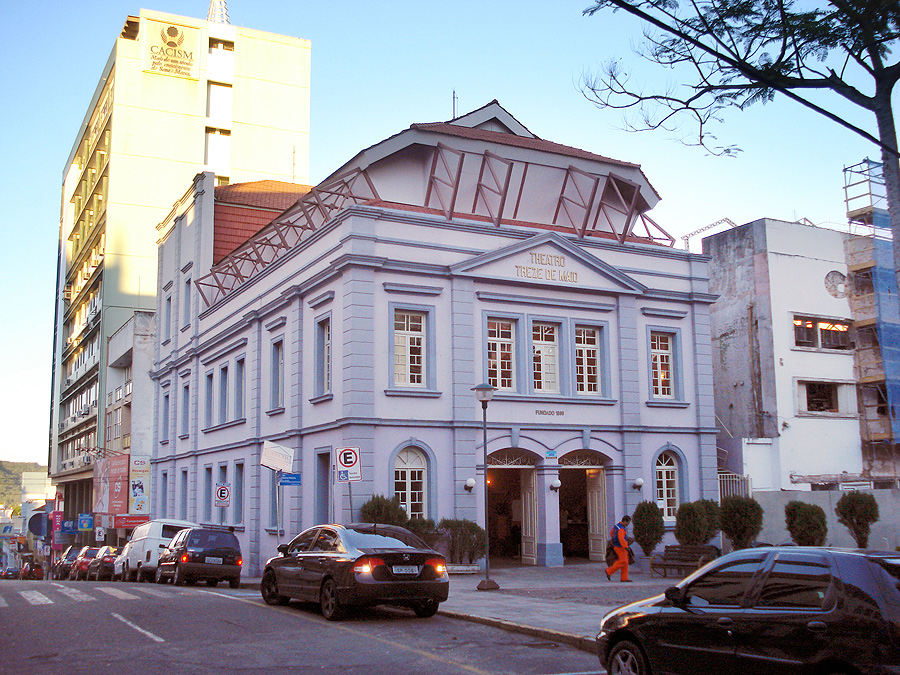
Le théâtre du Treize Mai.
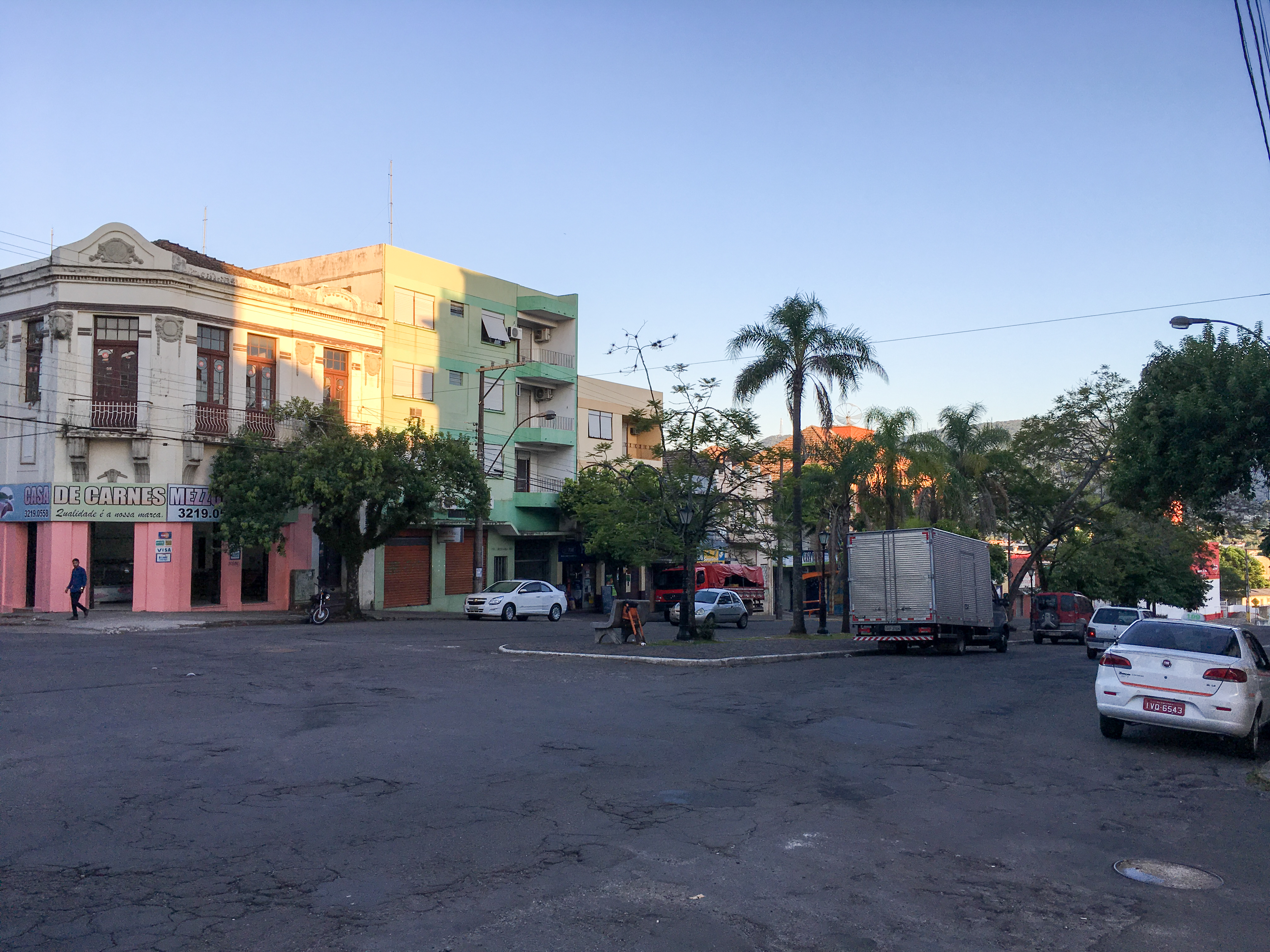
Quartier Nossa Senhora das Dores.
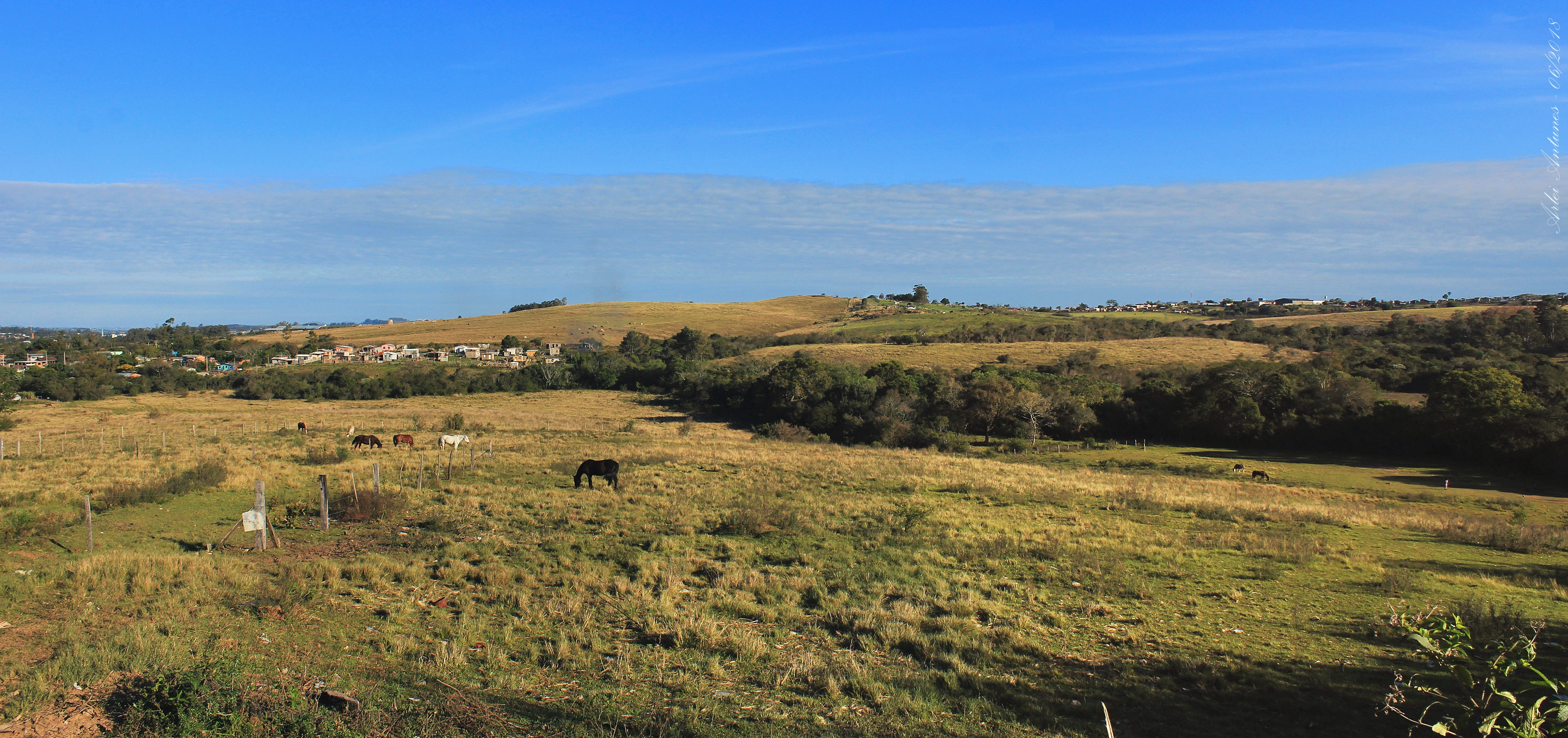
Environnement caractéristique du biome de la pampa, Caturrita.